# Nakor Bueno
Nakor Bueno Gómez(Barcelona, España, 4 de marzo de 1978) es un exfutbolista y entrenador de fútbol español. Hermano del también exfutbolista Aarón Bueno Gómez. Actualmente es entrenador del Centre d'Esports Sabadell F.C. "B"

## Trayectoria como jugador
Se formó en las categorías inferiores del FC Barcelona. En 1998 ascendió al filial azulgrana para jugar en la Segunda División de España, donde compartió vestuario con actualmente campeones del mundo como Carles Puyol. 
En el 2000 ficharía por la UE Lleida, donde jugó seis temporadas. Más tarde jugó en equipos como el CD Castellón, Polideportivo Ejido y en el 2010 recalaría en el CD Leganés.
En verano de 2011 la Unió Esportiva Sant Andreu oficializa la contratación del atacante catalán, quien disputó la campaña anterior en el CD Leganés 28 partidos entre Liga y Play-Off (6 goles), 1 encuentro en Copa del Rey y otro en la Fase Nacional de la Copa Federación.
En el curso 11/12 disputó 25 partidos (4 goles) en el Sant Andreu. Además ha formado parte de Barcelona"B", Lleida, Castellón, Polideportivo Ejido o Leganés.
En enero de 2013 la UE Castelldefels confirmó la llegada a las filas del primer plantel amarillo del delantero, inactivo a alto nivel desde el pasado verano.
Durante la temporada 2014/15 forma parte de las filas del FC Ordino de la Primera División de Andorra, club donde colgaría las botas en 2015.

## Trayectoria como entrenador
En verano de 2019 se convierte en entrenador de la Centre d'Esports Sabadell F.C. "B" de la Segunda Catalana.